# Phoenix (ruimtesonde)
De Phoenix is een ruimtesonde die op 4 augustus 2007 met een Delta II-raket werd gelanceerd vanaf Cape Canaveral Lanceercomplex-17 door de Amerikaanse ruimtevaartorganisatie NASA om de noordpool van Mars te onderzoeken. Het is een van de meest geteste ruimtesondes die naar Mars zijn gelanceerd. Op 25 mei 2008 om 4u53 p.m. PDT, ofwel op maandag 26 mei om 1u53 MEZT (MSD 47777 1:02 AMT, 25 Kumbha 212 Darische) kwamen de radiosignalen binnen die bevestigden dat de Phoenix 15 minuten eerder op het oppervlak van Mars was geland. De geslaagde landing van Phoenix met parachutes bij de noordpoolkap werd door de satelliet Mars Reconnaissance Orbiter gefotografeerd.

## Onderzoeksplan
De Phoenix deed onderzoek naar een van de poolkappen van de planeet in Vastitas Borealis waar Mars Odyssey water vond. Zo werd onder meer gekeken of zich onder het ijs leven bevindt of heeft bevonden.
Het project werd geleid door de Universiteit van Arizona. De sonde zelf werd gebouwd door Lockheed Martin.
In totaal heeft het Phoenixproject zo'n 350 miljoen dollar gekost.

## Resultaten

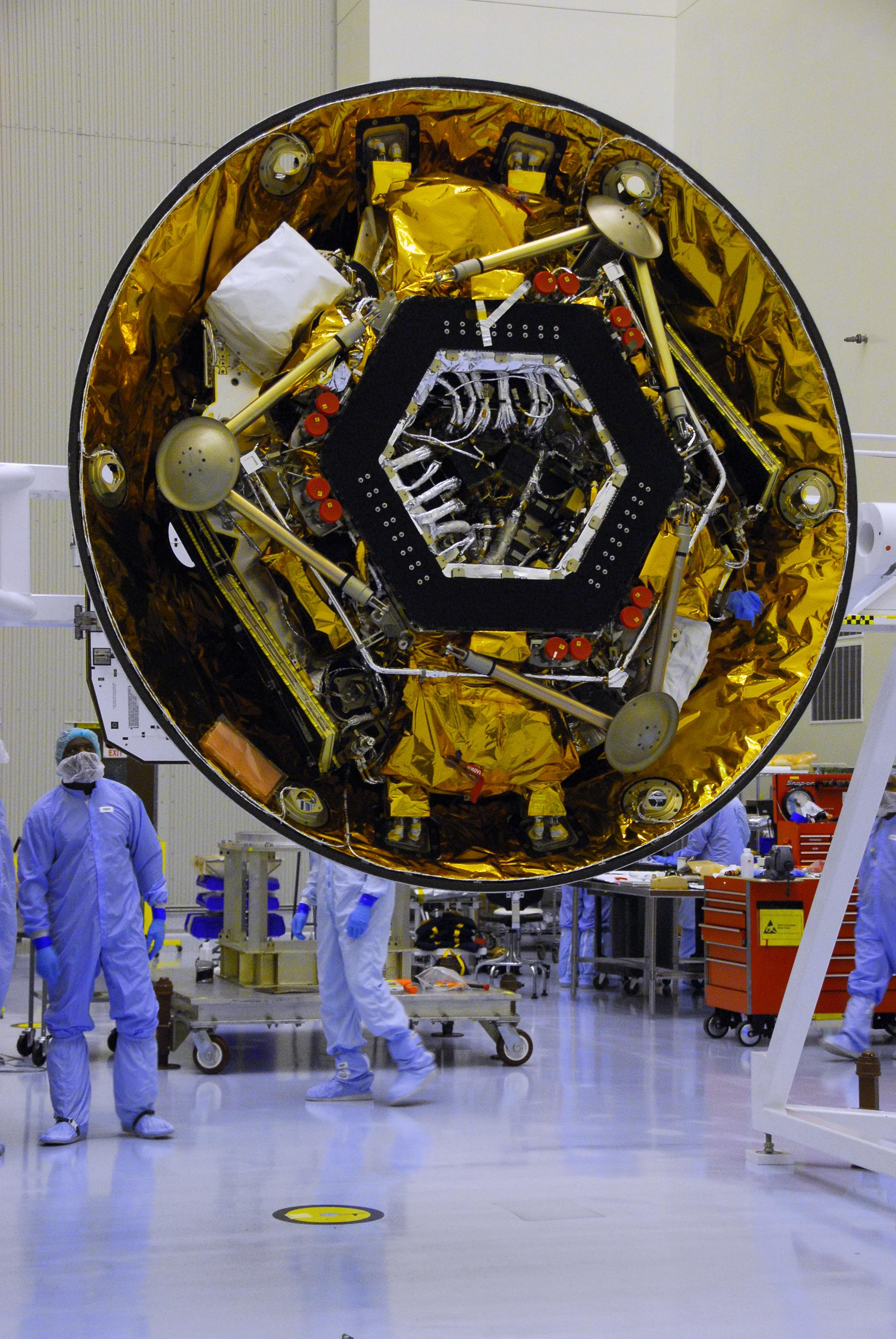
De Phoenix gekanteld voor een bepaling van het zwaartepunt, juni 2007.

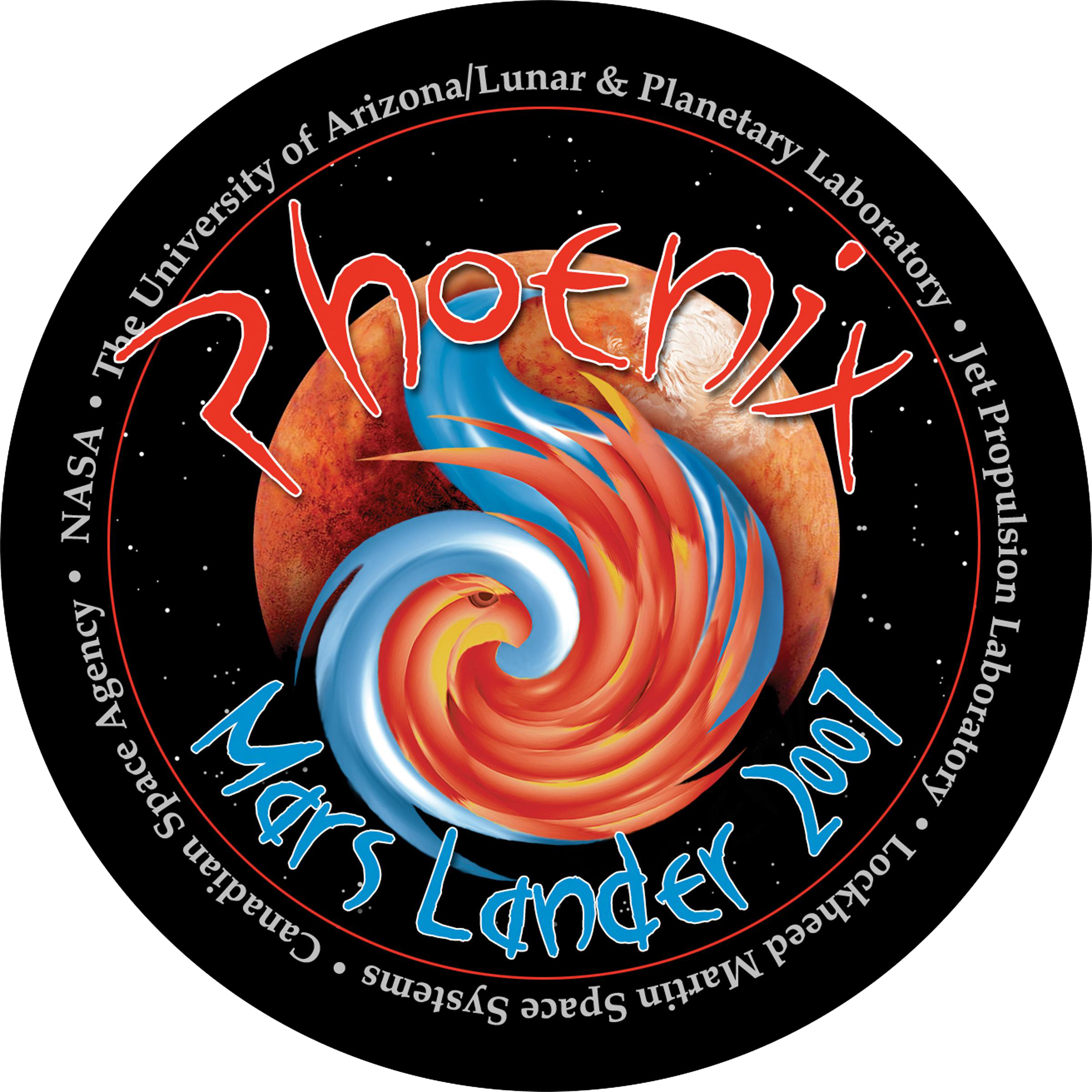
Het logo van de Phoenixmissie

De eerste beelden toonden veelhoeken in de bodem, die net als op Aarde waarschijnlijk te wijten zijn aan ontdooien en opvriezen van ondergronds ijs. De afmetingen waren kleiner dan verwacht. Met zijn graafarm heeft Phoenix grondmonsters genomen om met ovens te verhitten zodat de vrijkomende gassen konden worden geanalyseerd met de thermal and evolved-gas analyzer. 
Op 31 juli 2008 werd door de NASA bevestigd dat er op Mars inderdaad water voorkomt in de vorm van ijs onder een dunne laag zand en stof.

## De instrumenten
Om onderzoek te doen is de Phoenix uitgerust met de volgende onderdelen:
- Een robotarm die 2,35 meter ver reikt.
  - Deze heeft de mogelijkheid om een halve meter diep te graven.
  - Deze is ook voorzien van een camera.
- Een camera met stereovisie.
- Ovens voor de thermal and evolved-gas analyzer.
- Een gasanalysator (massaspectrometer).
- Een camera aan de onderzijde om de landing te filmen.
- Een MECA-unit (Mars Environmental Compatibility Assessment) of Microscopy, Electrochemistry, and Conductivity Analyzer.
- Een meteorologisch station.

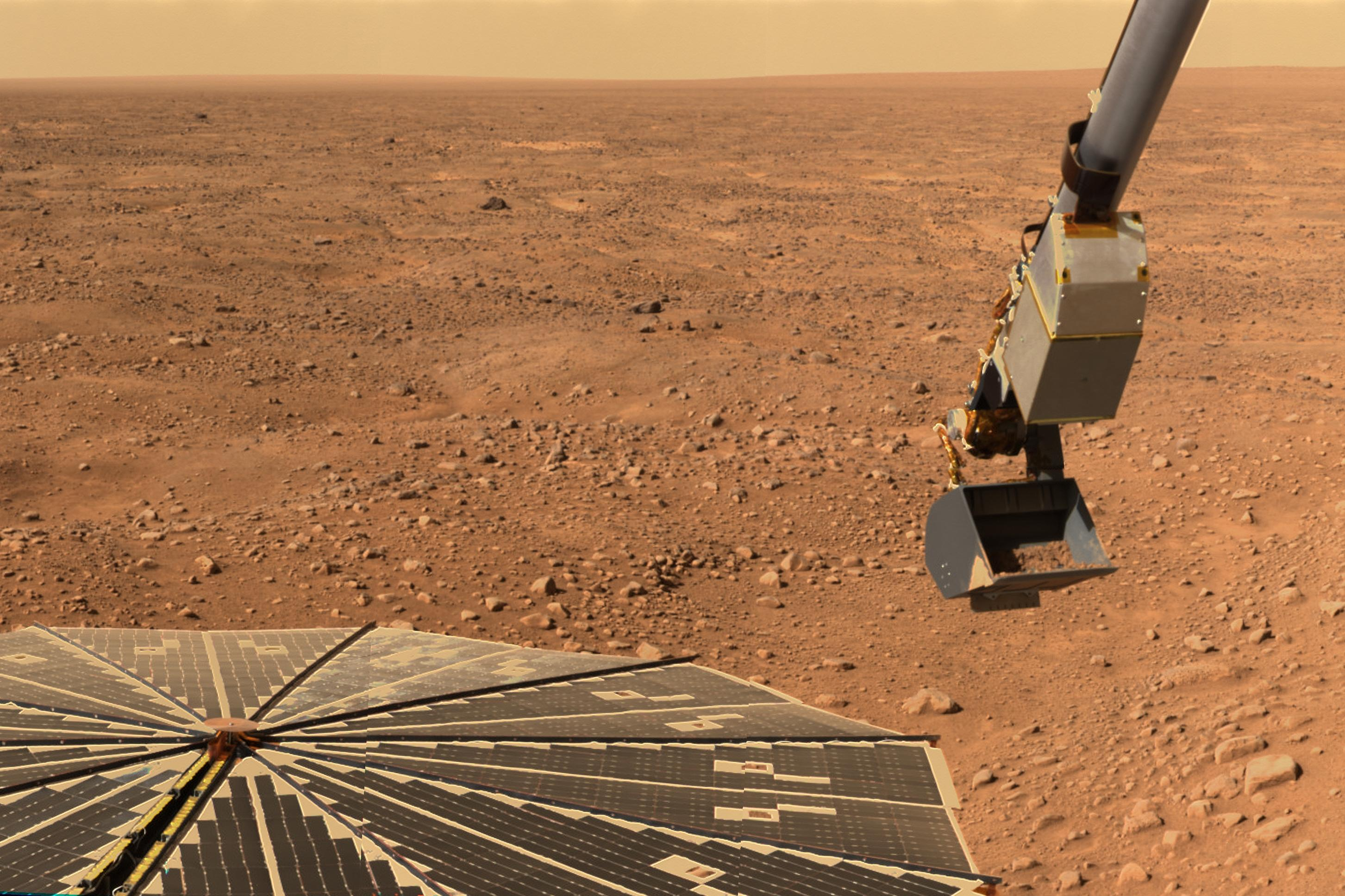
Robotarm
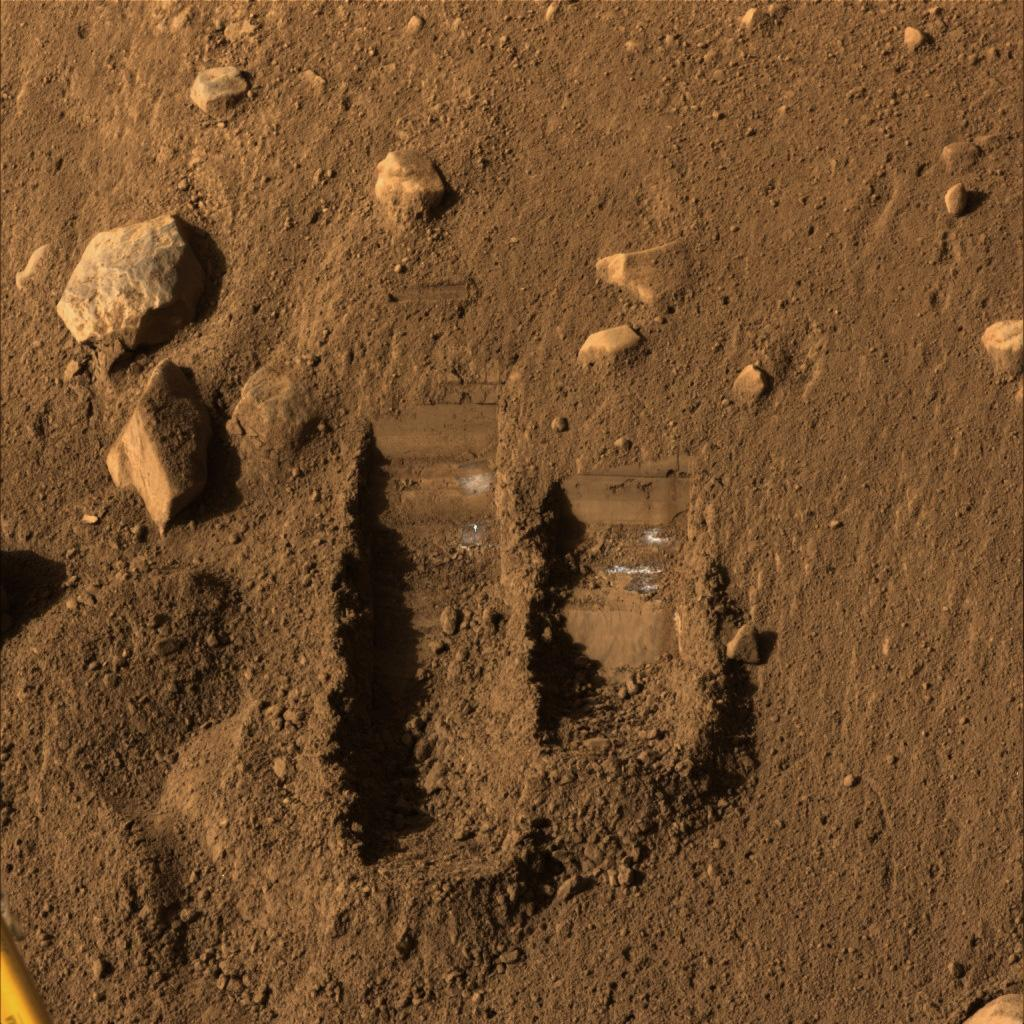
Plek waar de arm gegraven heeft
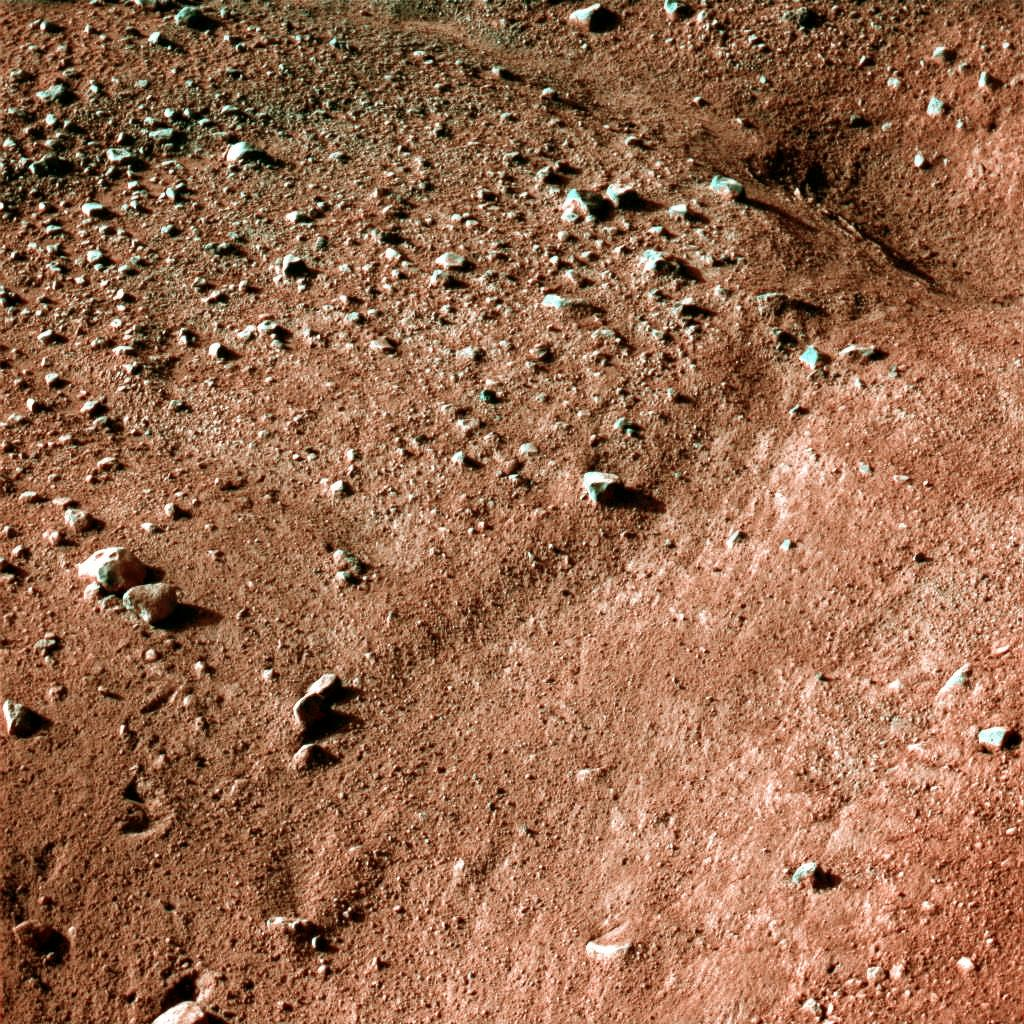
De bodem van Mars